# Dașiv, Illinți
Dașiv (în ucraineană Дашів) este un sat în comuna Babîn din raionul Illinți, regiunea Vinnița, Ucraina.

## Demografie
Componența lingvistică a localității Dașiv
     Ucraineană (100%)
Conform recensământului din 2001, toată populația localității Dașiv era vorbitoare de ucraineană (100%).